# Parafia Niepokalanego Poczęcia Najświętszej Maryi Panny w Jasieńcu Soleckim
Parafia Niepokalanego Poczęcia Najświętszej Maryi Panny w Jasieńcu Soleckim – rzymskokatolicka parafia znajdująca się w dekanacie zwoleńskim diecezji radomskiej.

## Historia
Murowana kaplica pw. Niepokalanego Poczęcia NMP, fundacji hr. Matuszewicza, powstała w miejscu pogorzeliska po pałacu w 1800. W latach 1921–1930, rozbudowano ją w kościół, według projektu arch. Zygmunta Gawlika z Krakowa. Dokonało się to staraniem ks. Prospera Malinowskiego, Kawalera Orderu „Niepodległości”. Parafia została erygowana w 1921 przez bp. Mariana Ryxa z wydzielonych wiosek parafii Ciepielów. Kościół był w 1962 restaurowany, a w roku następnym konsekrowany przez bp. Piotra Gołębiowskiego. Jest budowlą wykonaną na planie krzyża greckiego z kamienia i cegły.

## Zasię parafii
Do parafii należą wierni z miejscowości: Barycz-Kolonia, Barycz Nowa, Barycz Stara, Drozdów, Jasieniec-Kolonia, Jasieniec Południowy, Jasieniec Północny, Sycyna-Kolonia, Sycyna Południowa, Sycyna Północna, Wacławów, Zastocze.

## Proboszczowie
- 1921–1943 – ks. Prosper Malinowski
- 1944–1954 – ks. Jan Zwolski
- 1954–1957 – ks. Jan Pietruszka
- 1957–1958 – ks. Stefan Wadowski
- 1958–1966 – ks. Franciszek Gronkowski
- 1966–1977 – ks. Józef Dziubek
- 1977–1981 – ks. kan. Henryk Wiśnios
- 1981–2003 – ks. kan. Bogumił Orłowski
- 2003–2008 – ks. Jarosław Brendel
- 2008–2013 – ks. Stanisław Malec
- 2013–2014 – ks. Zbigniew Skorża
- 2014–2019 – ks. Dariusz Czajkowski
- od 2019 – ks. Jarosław Pałka